# ザターン
マグナムブースター ザターンは、福岡県北九州市に存在した遊園地、スペースワールドのジェットコースターのひとつ。2006年4月29日に登場。なお、「ザターン」というネーミングは「土星（サターン）」に、「The turn」（行って戻ってくる）を引っ掛けたもの。

## 概要
インタミン社製による「アクセラレーター」と呼ばれるモデルで、油圧ローンチによりスタートから約3秒で最高時速130kmに達する急加速型コースターである。その勢いのまま高さ65m・角度89度のタワーを急上昇・急降下し、キャメルバックを超えて終了となる。その速さとコース全長から、乗車時間は約40秒と短い。「宇宙病『GNS』（Genki Naqnaru Syokogun・元気無くなる症候群）を治療・予防するための大型医療機器の一種」というテーマがあり、プラットフォームが処置室という設定である事から、全体的に病院をイメージさせる外装が施されている。乗車時ゲートが開く時には、クルーが「それでは次の方、どうぞ」というスピールを行い、これも病院の受付を意識したものである。スタートの前には、心電図のブザー音のようなBGMと心臓の鼓動音(一般男性の平常時の脈と同じペースだという)が鳴らされ、クルーによるジョークの混じった説明がある。その後、操作室のクルーから「アルファ・ブラボー・スタンバイ！」のコールがあり、乗り場操作室側のクルーが「OK」とコールしたあと、再び操作室のクルーが「それでは始めます、ブースタースイッチオン！」とコールする。それと同時にスタート前に鳴っていたブザー音のペースが速くなり、心停止の「ピーーーー」という音の直後、「イグニッション！」のコールで発射される。
発射前の説明の中では、「乗り方の種類」「スペースワールド内の他のコースターとのスリルの比較（3大コースターの中ではその見た目に反して一番絶叫度が低い）」「右側の座席の方がスリルが高い」「世界各地にある同じコンセプトのジェットコースター」（完成した時点では世界に8台しか無かった）などの豆知識が語られる。乗り方の種類として語られるのは以下の4種類であり、下に行くほどスリルが高い。また、足を交差させると更にスリルが増す。
- ハーネスをリュックサックを背負うように強く握る
- ハーネスの腹部の太いバーに付いている取っ手を握る
- 手の平を上にして膝の上に置く
- 腹部のバーと体の隙間に手を差し込み、全身の力を抜く（通称「ペンギン乗り」）。

発射前の「アルファーブラボースタンバイ」の号令は、乗り場操作室側のトークを行うクルーを「ブラボー」、乗り込み口側のポケット内の最終確認やプラットフォーム人数調整を行うクルーを「アルファー」と呼んでいたことに由来する。 
ザターンを発車させるにはこのアルファーとブラボーのクルー、それに操作室内にいるクルーを加えた計3名が同時に発車ボタンを押す必要があった。また、ファンの間では操作室側のクルーが付けているマイクを「ブラボーマイク」と呼び、親しんでいた。「イグニッション！」のコールの前にはアドリブが入ることもあった。通常時には「頂上65メートルからの景色も楽しんできてください、イグニッション！」「ザターン発車まで5、4、3、2、1、イグニッション！」「ザターンでいちばん怖いのは最初の直線です、しっかりと目を開けてお楽しみください、イグニッション！」などのコールが行われる一方で、閉園直前には「ザターン発車まで10、9、8、7、6、イグニッション！」「雨ニモマケズ、風ニモマケズ、時速130キロのジェットコースターニモマケズ、イグニッション！」「絶叫マシンの苦手な方に、ザターンでのコツを教えます。頑張れ！イグニッション！」などどユーモア溢れるアドリブのコールも聞くことが出来た。
車両運用は、2016年までは赤、黄の2種類のライドを日替わりで運用、繁忙期には2台による運行を行っていたが、車検等の関係により2017年から赤ライドの営業運用は終了し、黄ライドを黒く塗装してカラーリニューアルを行い、黒ライド1台のみで運行を行っていた。赤、黄ライドの前方にはザターンのロゴマークがマーキングされていたが、黒ライドはこれと異なり、「ツボ押しザターン(後述)」と描かれたロゴのラッピングが施されていた。
赤ライド営業運用中止後も、毎日の営業時間終了後に車庫のライドの入れ替えのため赤ライドが1度だけ無人で運行するため、ファンの中にはこれを見学するために受付終了後も赤ライドの運行を待つものがおり、「伝説の赤ライド」とも呼ばれていた。
また、コース形状の特性上、ライドが65mのタワーを超えられず逆走すること（ロールバックと呼ばれる）があり、ファンの中にはこのロールバックへの乗車を狙い、あえて悪天候時に来園するというものもいた。

## 備考
- 他のアトラクションと比べ、非常に厳重な安全管理が敷かれていた。
  - まず、身長制限(130cm以上、190cm未満)を徹底するため身長計が設置されており、基準を満たすかどうか曖昧な場合は搭乗禁止となる。
  - 手荷物の持ち込みや、ポケットに物を入れた状態で乗ることは原則禁止されており、｢紙切れ1枚ポケットから出すように｣や「紛失・破損があっても施設側は責任を取らない」といったことが何度も語られる。乗り場には荷物を納めるコインロッカー室が設置されており、これに伴ってザターン前の案内看板には、「ザターン搭乗には100円硬貨が必要です」(使用後硬貨は返却)という記述がある。
  - ザターンでは油圧式カタパルトによる急加速を行うため、最初の直線ではかなりのGがかかり、ハンドアップ等を行うと脱臼の危険性があるため、それを禁止する説明が行われていた。
  - 搭乗者は上部のハーネス、それとシートとを繋ぐシートベルトの二つの器具での固定となっている。また、閉園企画として、専用のベストを着用して加速時の「G」を利用してツボ押しを行う「ツボ押しザターン」という企画も行われている。

## 閉園後
加森観光により、相手方不詳で国内または海外への売却されることが決定されている。
公式発表はないが、2019年10月、このコースがロシアのゴールデンシティの現場で発見された。2020年のオープンに向けて建設中だと考えられている。しかし、ウクライナ侵攻によって建設が遅れており、廃墟のような状態になっている。